# Peter Schmidt (grafik)
Peter Schmidt (ur. 17 maja 1931 w Berlinie, zm. 22 stycznia 1980 na wyspie La Gomera, Wyspy Kanaryjskie (Hiszpania)) – brytyjski grafik, rysownik, malarz, akwarelista, artysta multimedialny/elektroniczny, teoretyk sztuki, i nauczyciel.
Przeniósł się do Anglii w 1938 i rozpoczął malować w 1947. Studiował na Goldsmiths College w latach 1951–1953 i w Slade School w latach 1953–1957. Wygrał stypendium Abbey Minor Travelling Scholarship 1957-58, które umożliwiło mu jego pobyt na Sycylii. Po powrocie do Anglii malował przedmioty i ludzi realistycznie, głównie oleje. Miał wystawy m.in. w Beaux Arts, pierwszą własną w 1961.
Nakręcono o nim film dokumentalny pt. Departures: Cubism and Beyond, produkcji BBC TV w 1961. W 1963 rozpoczął konceptualny program artystyczny w malarstwie stosowanym pod nazwą „Program”. M.in. był to cykl obrazów ugruntowanych w muzyce, wystawionych jako ekspozycja jednoosobowa w Curwin Gallery w 1966. Od tego okresu jego styl stał się na wiele lat czysto abstrakcyjny, a on koncentrował się na ideach i systemach. Brał udział w happeningu z muzyką elektroniczną pod nazwą „A Painter’s Use of Sound” (ang. Stosowanie dźwięku przez malarza) w galerii ICA w 1967. Wystawiał podobne instalacje multimedialne w połączeniu z muzyką i performance w Bristol Arts Centre, w UFO Club i w Cochrane Theatre. Pracował razem z Markiem Boyle’em, w tym samym czasie przedstawiając performance pt. „Son et Lumiere” także w Cochrane Theatre. Wystawił performance pt. „Electronic Soup Mix” w 1969 w Curwin Gallery i „Film Sound Mixes” w ICA. W 1972 sporządził serię 64 rysunków opartych na heksagramach związanych z Yijing.
Jedną z jego ostatnich eksploracji artystycznych w abstrakcyjnej grafice była seria abstraktów, w których barwy podlegały zmianom dzięki urządzeniu przetwarzającym światło jego pomysłu, tzw. colour light box, którego elektronikę sam zaprojektował.
Począwszy od tego czasu, jego prace zaczęły odbiegać od abstrakcjonizmu, nabierając ponownie cech realizmu. W 1975 wystawiał w Whitechapel Art Gallery.
Przez 12 lat Peter Schmidt badał różnorakie media i idee, wytwarzając przy tym ogrom prac, w tym książki, filmy, litografie, instalacje dźwiękowe i obrazy. Od tego czasu, aż do końca życia malował wyłącznie akwarele, spędzając dużo czasu w Skye w Szkocji i na terenie Islandii, malując pejzaże w plenerze. Pomimo tego, że były to obrazy pozornie realistyczne, Schmidt nacechował je swoją techniką z zastosowaniem własnej teorii koloru i kompozycji, którą to wymyślił poprzednio. W rezultacie tworzył abstrakty i realistyczne malarstwo w jednym połączeniu.
Ostatnia zaplanowana wystawa Petera Schmidta pod nazwą „More than Nothing” (ang. Więcej niż nic) w Paul Ide Gallery w Brukseli, miała być owocem współpracy z kompozytorem i muzykiem Brianem Eno. Wśród wystawionych prac mieli pokazać pierwszy przykład aparatu naświetlającego tzw. generative light box, elektronicznej wystawy akwareli z Brianem Eno w planie pt. „Portrait of Eno with Allusions” (ang. Portret Eno z aluzjami), szereg litografii z cyklu Tiger Mountain, francuskie wydanie zestawienia kart wyroczni/wróżących pt. Oblique Strategies, użytego w pierwotnej wersji angielskiej jako pomoc decyzyjna w stworzeniu albumu Briana Eno pt. Before and after Science, i litografie wykonane specyficznie na tę wystawę. Artysta zmarł nagle podczas wakacji na Wyspach Kanaryjskich, na wyspie La Gomera, na atak serca, 22 stycznia 1980, na kilka dni przed otwarciem wystawy w Brukseli.